# Thailand Open 1987
Die Thailand Open 1987 im Badminton fanden vom 7. bis zum 12. Juli 1987 in Bangkok statt. Das Preisgeld betrug 35.000 US-Dollar.

## Finalergebnisse
| Disziplin    | Sieger                    | Finalist                    | Ergebnis          |
| ------------ | ------------------------- | --------------------------- | ----------------- |
| Herreneinzel | Zhao Jianhua              | Eddy Kurniawan              | 15-10, 15-10      |
| Dameneinzel  | Luo Yun                   | Han Aiping                  | 3-11, 11-8, 11-1  |
| Herrendoppel | Tian Bingyi Li Yongbo     | Liem Swie King Eddy Hartono | 15-13, 15-11      |
| Damendoppel  | Guan Weizhen Lin Ying     | Luo Yun Zhou Lei            | 6-15, 15-5, 15-11 |
| Mixed        | Peter Buch Grete Mogensen | Henrik Svarrer Dorte Kjær   | 15-9, 15-11       |